# Leki nootropowe
Leki nootropowe – leki, suplementy lub inne substancje poprawiające funkcje poznawcze, a w szczególności pamięć, kreatywność lub motywację u zdrowych ludzi. Wykorzystanie tego typu leków na zdrowych osobach w przypadku braku wskazań medycznych jest powszechnym tematem dyskusji wśród neurologów, psychiatrów i lekarzy dotyczących etyki i sprawiedliwości ich stosowania. W międzynarodowej sprzedaży wartość substancji uznawanych jako nootropowe przekroczyła 1 mld dolarów w 2015 roku, a światowy popyt na te substancje nadal rośnie w szybkim tempie.
Zarówno słowo „nootropowy”, jak i jego definicja, zostały opracowane w 1972 roku przez rumuńskiego psychologa i chemika, Corneliu E. Giurgea i pochodzą od greckich słów νους (nous, rozum) i τρέπειν (trepein, „nagiąć” lub „skręcać”).

## Definicja
Twórca tego pojęcia, Corneliu E. Giurgea, zdefiniował substancje nootropowe poprzez następujące cechy:
- powinny poprawiać pamięć albo skuteczność nauki,
- powinny poprawiać skuteczność nauki bodźców, nawet gdy warunki powinny powodować ich rozpraszanie (aplikowane są elektrowstrząsy lub obiekt jest niedotleniony),
- muszą działać neuroprotekcyjnie (zabezpieczać mózg),
- nie mogą być toksyczne, muszą mieć bardzo mało albo nie mieć w ogóle skutków ubocznych.

## Dostępność i popularność
Jest tylko kilka leków mających udowodnione działanie na poprawę funkcji umysłowych. Wiele innych znajdują się na różnych etapach badań. Najczęściej używana klasa leków uznawanych powszechnie za nootropowe to stymulanty, do których na przykład należy kofeina.
Leki te rzekomo są używane głównie w celu leczenia zaburzeń poznawczych lub trudności ruchowych spowodowanych zaburzeniami takimi jak choroba Alzheimera, choroba Parkinsona, choroba Huntingtona i ADHD. Niektórzy badacze jednak wskazują na szersze zastosowanie. Intensywna sprzedaż może nie korelować ze skutecznością. Badania naukowe potwierdzają korzystny wpływ niektórych związków. Niestety wiele ze sprzedanych substancji nie została należycie przetestowana lub ich działanie nie zostało potwierdzone.
Jest szereg czynników mogących wpływać pozytywnie lub negatywnie na stosowanie leków w celu poprawy funkcji poznawczych. Są wśród nich: cechy osobowościowe, cechy biologiczne lub cechy kontekstu społecznego.

### Popularność wśród studentów
Na uczelniach substancje nootropowe są stosowane w celu zwiększenia wydajności pracy, bez względu na ich długofalowe skutki albo brak przekonujących badań dotyczący zdrowych osób. Korzystanie z leków na receptę jest szczególnie rozpowszechnione wśród uczniów trudnych kierunków studiów. Badania pokazują, że 0,7–4,5% niemieckich studentów używało leków wzmacniających funkcje poznawcze w swoim życiu.

## Skutki uboczne
Stosowanie środków w celu poprawy umiejętności poznawczych jest porównywane z użyciem anabolicznych androgennych steroidów w sporcie.
Zgodnie z oficjalną definicją leków nootropowych, utworzoną przez jej autora, by były one klasyfikowane do tej grupy, nie mogą mieć żadnych skutków ubocznych. Głównym problemem z lekami nootropowymi jest znaczne rozszerzenie tej definicji także na substancje mające skutki uboczne. Wiele spośród substancji błędnie uznawanych za nootropowe, czyli stymulanty, działa pozytywnie tylko w krótkiej perspektywie. Do tej grupy należy na przykład kofeina. Wiele substancji uznawanych za nootropowe nie ma znanego wpływu długoterminowego (na przykład wiele farmaceutycznych substancji czy nowo opracowanych preparatów farmaceutycznych). Racetamy to grupa substancji strukturalnie związanych z piracetamem – posiadają niewiele poważnych skutków ubocznych, małą toksyczność, ale istnieje też niewiele dowodów na to, że zwiększają one funkcje poznawcze u osób bez zaburzeń tychże funkcji. Podczas gdy skłonność do uzależnień od racetamów jest czasami określana jako powód do niepokoju, to bardzo duża ilość badań wskazuje na to, że uzależnienie jest dość rzadkie przy dawkach terapeutycznych. Jeśli chodzi o profil bezpieczeństwa to w przeglądzie z czerwca 2015 roku stwierdzono, że wszystko wskazuje na to, że w przypadku małych, klinicznie istotnych dawek psychostymulanty są pozbawione behawioralnych i neurochemicznych działań, które określają tę klasę leków.

## Typy

### Stymulanty
W 2015 roku systematyczny przegląd medyczny i metaanaliza badań klinicznych na ludziach, wykazały, że niektóre używki przy użyciu niskich (terapeutycznych) stężeń mogą poprawić funkcje umysłowe w obrębie populacji; w szczególności leki dające efekt zwiększenia funkcji poznawczych działają jako bezpośrednie lub pośrednie agonisty receptorów dopaminowych D1, adrenergicznych A2 albo obu tych receptorów w korze przedczołowej. Duże dawki stymulantów mogą powodować odwrotny efekt i osłabiać funkcje poznawcze.
- Pochodne amfetaminy (np. Adderall, dekstroamfetamina, lisdeksamfetamina) – badania i analizy pokazują pozytywny wpływ mikrodawek amfetaminy na liczne funkcje poznawcze (np. kontrolę hamowania, pamięć epizodyczną, pamięć roboczą i niektóre aspekty uwagi) w obrębie populacji i te efekty zostały potwierdzone dla osób z ADHD[25][26][27][29]. Analiza z 2014 roku potwierdza, że mikrodawki amfetaminy mogą prowadzić do wzmocnienia pamięci, także u osób młodych niemających ADHD[27]. Poprawia ona także motywację do wykonywania działań wymagających dużego wysiłku[26][28][29].
- Eugeroiki (armodafinil, modafinil) – substancje pobudzające. Modafinil zwiększa czujność, zwłaszcza u osób z zaburzeniami snu. Zostało potwierdzone poprawione wnioskowanie i rozwiązywanie problemów po modafinilu[27][30]. Są one stosowane w leczeniu narkolepsji i dziennej senności powstałej w wyniku zespołu bezdechu sennego. Mogą jednak wywoływać negatywne efekty przy długotrwałym zażywaniu[31].
- Pochodne ksantyny (najczęściej kofeina) – zwiększa czujność, zmniejsza senność i według niektórych badań poprawia pamięć[28][32]. Dzieci i dorośli, którzy konsumują małe dawki kofeiny mają zwiększoną czujność[33].
- Nikotyna – metaanaliza 41 osób metodą podwójnie ślepej próby z grupą kontrolną (placebo) pokazała, że nikotyna może mieć pozytywny wpływ na zdolności motoryczne, czujność, ukierunkowanie uwagi i pamięć roboczą[34].

### Zgodne z pierwotną definicją
- Teanina – w 2014 wykazano korzystne efekty, które przyczyniają się do czujności, uwagi i produktywności. Te efekty są najbardziej widoczne w ciągu pierwszej godziny po podaniu dawki[35].
- Tolkapon – stwierdzono, że poprawia werbalną pamięć epizodyczną[36].
- Lewodopa – stwierdzono, że poprawia ustną epizodyczną pamięć[36].
- Atomoksetyna – może poprawić pamięć roboczą i aspekty uwagi podczas zażywania w optymalnej dawce[29].
- Dezypramina – może poprawić pamięć roboczą i aspekty uwagi podczas zażywania w optymalnej dawce[29].

### Nutraceutyki
Wśród nutraceutyków mających właściwości nootropowe wymienia się:
- Bacopa monnieri – badania pokazują, że posiada właściwości zwiększające pamięć[37].
- Żeń-szeń – w przeglądzie Cochrane Collaboration doszli do wniosku, że „nie ma przekonujących dowodów pozwalających wykazać pozytywny wpływ na funkcje poznawcze żeń-szenia u zdrowych uczestników, ale odnotowano je u pacjentów z otępieniem”[38]. Według danych National Center for Complementary and Integrative Health „chociaż Azjatycki żeń-szeń był szeroko badany w różnych celach, wyniki badań do tej pory nie pozwalają ostatecznie potwierdzić jego pozytywnego wpływu na zdrowie”[39]. Według badania opublikowanego w Advances in Nutrition, kilka losowych badań klinicznych na zdrowych ochotnikach wykazały, że zwiększa dokładność pamięci, szybkość wykonywania zadań i poprawia koncentrację uwagi podczas wykonywania skomplikowanych psychiczno-arytmetycznych zadań, a także zmniejszenie zmęczenia i poprawia nastrój[40].
- Miłorząb dwuklapowy – różne badania dochodzą do różnych wniosków. W 2009 Cochrane nie znalazł wystarczająco dużo dowodów, aby wyciągać w związku z pacjentami z otępieniem[41]. W systematycznym przeglądzie z 2007 roku i analizie z 2012 roku nie wykazano żadnych istotnych dowodów potwierdzających poprawę funkcji poznawczych u zdrowych ludzi[42][43]. W 2009 roku przegląd uznał, że „istnieją przekonujące dowody na to, że w długiej perspektywie poprawia wybiórczą uwagę, niektóre procesy wykonawcze i długotrwałą pamięć werbalną i nie-werbalną”[44].

### Racetamy
Racetamy, takie jak piracetam, oksyracetam i aniracetam, które często są sprzedawane jako substancje nootropowe (w niektórych państwach bez recepty; w Polsce tylko piracetam jest na receptę). Przypisuje im się właściwości nootropowe, ale przynależność do tej klasy nie jest potwierdzona. Mechanizmy działania są słabo poznane. Piracetam i aniracetam najprawdopodobniej działają jako allosteryczne modulatory receptorów AMR i modulują systemy cholinergiczne.

### Substancje błędnie uważane za poprawiające działanie mózgu
- Kwasy tłuszczowe omega-3: DHA i EPA – dwa artykuły z Cochrane Collaboration wykazały, że suplementacja kwasów ω-3 w leczeniu ADHD i zaburzeń uczenia się może przynieść wyłącznie bardzo ograniczone korzyści[46][47]. Dwa inne przeglądy zauważają, że nie ma danych dotyczących efektów suplementacji w skali populacji albo dla osób w wieku średnim lub starszym[48][49].
- Witamina B6 i Witamina B12 – nie ma danych potwierdzających wpływ suplementacji na działanie umysłu[49].
- Witamina E – nie ma danych potwierdzających wpływ suplementacji na działanie umysłu dla osób w wieku średnim lub osób starszych[49].
- Pramipeksol – nie ma widocznego wpływu na funkcjonowanie mózgu u zdrowych osób[36].
- Guanfacyna – nie ma widocznego wpływu na funkcjonowanie mózgu u zdrowych osób[36].
- Klonidyna – nie ma widocznego wpływu na funkcjonowanie mózgu u zdrowych osób[36].
- Ampakiny – nie ma widocznego wpływu na funkcjonowanie mózgu u zdrowych osób[36].
- Feksofenadyna – nie ma widocznego wpływu na funkcjonowanie mózgu u zdrowych osób[36].
- Szałwia lekarska – pewne dowody sugerują korzyści intelektualne, ale badania są ubogie i nie ma żadnych wniosków jakie można by jednoznacznie wyciągnąć[50].